# رائول کاردناس
رائول کاردناس د لا وبگا (اسپانیایی: Raúl Cárdenas de la Vega‎؛ زادهٔ ۳۰ اکتبر ۱۹۲۸) یک بازیکن و مربی فوتبال اهل مکزیک است.
وی عضو تیم ملی فوتبال مکزیک در جام‌های جهانی ۱۹۵۴, ۱۹۵۸ و ۱۹۶۲ بود و همچنین در تیم ملی فوتبال مکزیک به مربی‌گری پرداخته است.